# Sex Party (Kanada)
Sex Party är ett (numera nedlagt) sexpositivt politiskt parti i British Columbia, Kanada. Partiet, som hade starka likheter med Australian Sex Party, grundades 2005 och lades ner 2012. Däremellan deltog i det i politiska val. Partiet hade en regional plattform (för British Columbia) och en federal (för Kanada). Partiledare var John Ince.

## Regionala valet 2005
Under den regionala valkampanjen i British Columbia 2005 hade partiet ett uppträdande av sexuell art, för att på så sätt dra in pengar till kampanjen. Artisten var Marcus Bowcott.
Tre kandidater nominerades till valet:
- Yvonne Tink, partiets vicepresident. Hon fick 73 röster (0,37%) i distriktet Vancouver-Kingsway.[1]
- Patrick Clark, som fick 121 röster (0,43%) i Vancouver-Fairview.[2]
- John Ince, som fick 111 röster (0,39%) i Vancouver-Burrard.[3]

## Federala valet 2006
Partiet nominerade inte kandidater till det federala valet 2006, men de försökte ändå att värva röster genom att distribuera en pamflett. När Canada Post vägrade att dela ut pamfletten stämde partiet tidningen igen.

## Regionala valet 2009
I det regionala valet 2009 fick John Ince 511 röster (2,4%) i distriktet Vancouver Point Grey.